# Nuritamburia metallurgica
Nuritamburia metallurgica là một loài bướm đêm thuộc họ Tortricidae. Nó là loài đặc hữu của Oahu, Molokai, Lanai và Hawaii.
The larvae có thể feed on Phyllanthus và Xylosma.